# Tour de France 2008/2. Etappe
Die 2. Etappe der Tour de France 2008 am 6. Juli war 164,5 Kilometer lang und verlief von Auray durch die Bretagne nach Saint-Brieuc. Insgesamt standen drei Sprintwertungen, drei Bergwertungen der 4. Kategorie und eine der 3. Kategorie auf dem Programm.
Am Anfang der Etappe versuchte eine zehnköpfige Spitzengruppe, sich abzusetzen, was aber nicht gelang. Später bildete sich ein Trio aus Fabian Wegmann, Murilo Fischer und Sylvain Chavanel. Nach der ersten Bergwertung, die Sylvain Chavanel vor Thomas Voeckler und Björn Schröder unter sich ausmachten, konnten sich die ersten beiden absetzen. Sie machten so auch die drei anderen Bergwertungen unter sich aus. Chavanel gewann außerdem alle Sprintwertungen vor Voeckler. Später gesellten sich noch Christophe Moreau und David Le Lay, der im Zielort geboren wurde und hier zu Hause ist, zu dem Duo. Das Quartett konnte sich aber nur bis wenige Kilometer vor dem Ziel halten, bevor die Fluchtgruppe vom Feld geschluckt wurde. Das Ziel in Saint-Brieuc wurde auf einer 220 Meter langen und 8,5 Meter breiten Zielgeraden erreicht. Dort konnte sich Thor Hushovd erfolgreich durchsetzen. Kim Kirchen, der Zweiter wurde, konnte sich dadurch das Grüne Trikot sichern.

## Sprintwertungen
- 1. Zwischensprint in Camors (Kilometer 28,5) (123 m ü. NN)

| Erster  | Sylvain Chavanel | 6 Pkt. |
| Zweiter | Thomas Voeckler  | 4 Pkt. |
| Dritter | Robert Hunter    | 2 Pkt. |
- 2. Zwischensprint in Pontivy (Kilometer 74) (62 m ü. NN)

| Erster  | Sylvain Chavanel | 6 Pkt. |
| Zweiter | Thomas Voeckler  | 4 Pkt. |
| Dritter | Philippe Gilbert | 2 Pkt. |
- 3. Zwischensprint in Corlay (Kilometer 103) (213 m ü. NN)

| Erster  | Sylvain Chavanel | 6 Pkt. |
| Zweiter | Thomas Voeckler  | 4 Pkt. |
| Dritter | David Le Lay     | 2 Pkt. |
- Zielsprint in Saint-Brieuc (Kilometer 164,5) (93 m ü. NN)

| Erster   | Thor Hushovd       | 35 Pkt. |
| Zweiter  | Kim Kirchen        | 30 Pkt. |
| Dritter  | Gerald Ciolek      | 26 Pkt. |
| Vierter  | Robert Hunter      | 24 Pkt. |
| Fünfter  | Erik Zabel         | 22 Pkt. |
| Sechster | Juri Trofimow      | 20 Pkt. |
| Siebter  | Óscar Freire       | 19 Pkt. |
| Achter   | Jimmy Casper       | 18 Pkt. |
| Neunter  | Martin Elmiger     | 17 Pkt. |
| Zehnter  | Leonardo Duque     | 16 Pkt. |
| 11.      | Wladimir Jefimkin  | 15 Pkt. |
| 12.      | Alejandro Valverde | 14 Pkt. |
| 13.      | Juan José Cobo     | 13 Pkt. |
| 14.      | Martijn Maaskant   | 12 Pkt. |
| 15.      | Mikel Astarloza    | 11 Pkt. |
| 16.      | Samuel Sanchez     | 10 Pkt. |
| 17.      | Robbie McEwen      | 9 Pkt.  |
| 18.      | Tadej Valjavec     | 8 Pkt.  |
| 19.      | Andy Schleck       | 7 Pkt.  |
| 20.      | Dmitri Fofonow     | 6 Pkt.  |
| 21.      | Cadel Evans        | 5 Pkt.  |
| 22.      | John-Lee Augustyn  | 4 Pkt.  |
| 23.      | George Hincapie    | 3 Pkt.  |
| 24.      | Christian Knees    | 2 Pkt.  |
| 25.      | Vincenzo Nibali    | 1 Pkt.  |

## Bergwertungen
- Côte de Bieuzy-Lanvaux, Kategorie 4 (Kilometer 23,5) (143 m ü. NN; 1,9 km à 4,1 %)

| Erster  | Sylvain Chavanel | 3 Pkt. |
| Zweiter | Thomas Voeckler  | 2 Pkt. |
| Dritter | Björn Schröder   | 1 Pkt. |
- Côte de Kergroix, Kategorie 4 (Kilometer 43) (159 m ü. NN; 3,0 km à 4,0 %)

| Erster  | Thomas Voeckler  | 3 Pkt. |
| Zweiter | Sylvain Chavanel | 2 Pkt. |
| Dritter | David Arroyo     | 1 Pkt. |
- Côte de Mûr-de-Bretagne, Kategorie 3 (Kilometer 92) (282 m ü. NN; 1,5 km à 8,7 %)

| Erster  | Sylvain Chavanel  | 4 Pkt. |
| Zweiter | Thomas Voeckler   | 3 Pkt. |
| Dritter | Christophe Moreau | 2 Pkt. |
| Vierter | David Le Lay      | 1 Pkt. |
- Côte de Saint-Mayeux, Kategorie 4 (Kilometer 96) (287 m ü. NN; 1,3 km à 5,5 %)

| Erster  | Thomas Voeckler   | 3 Pkt. |
| Zweiter | Sylvain Chavanel  | 2 Pkt. |
| Dritter | Christophe Moreau | 1 Pkt. |